# Philodendron giganteum
Espèce
Classification phylogénétique
Philodendron giganteum est une espèce de plante épiphyte de la famille des Araceae originaire des Antilles.

## Nom vernaculaire
Guadeloupe : Siguine blanche.

## Description
Dans leur milieu d'origine, les feuilles atteignent 120 cm de longueur, et peuvent dépasser parfois les 150 cm.

## Confusions
- La confusion est possible avec Scindapsus (pothos, liane du diable, etc.), qui est originaire des Îles Salomon, et avec d'autres philodendrons.

- Autre liane originaire d'Amérique centrale, la plante verte d'appartement improprement dénommée philodendron, bien qu'appartenant à la même famille mais d'un genre différent, s'appelle Monstera deliciosa (genre Monstera).

## Galerie

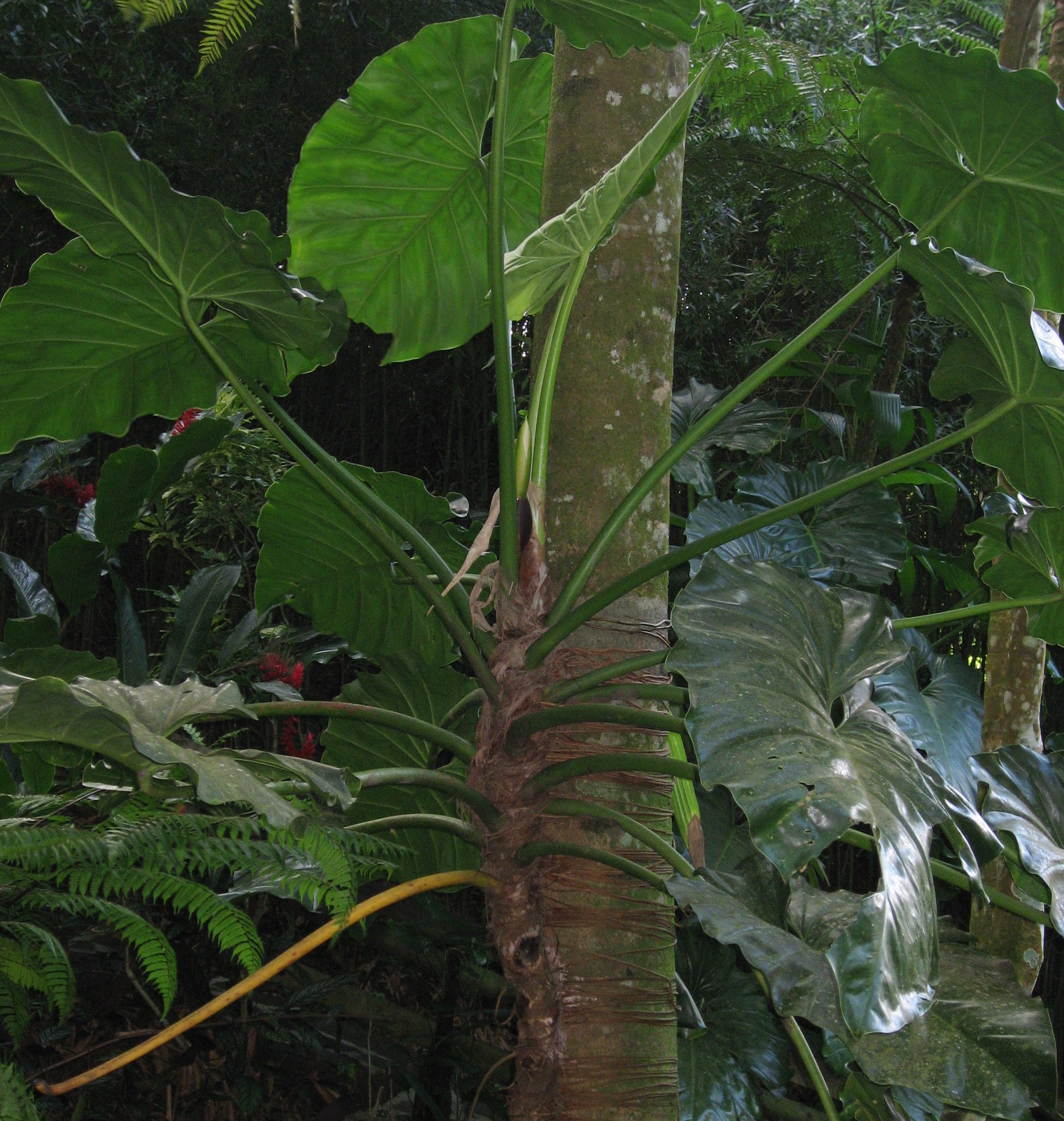
Philodendron giganteum en Guadeloupe suspendu sur un arbre
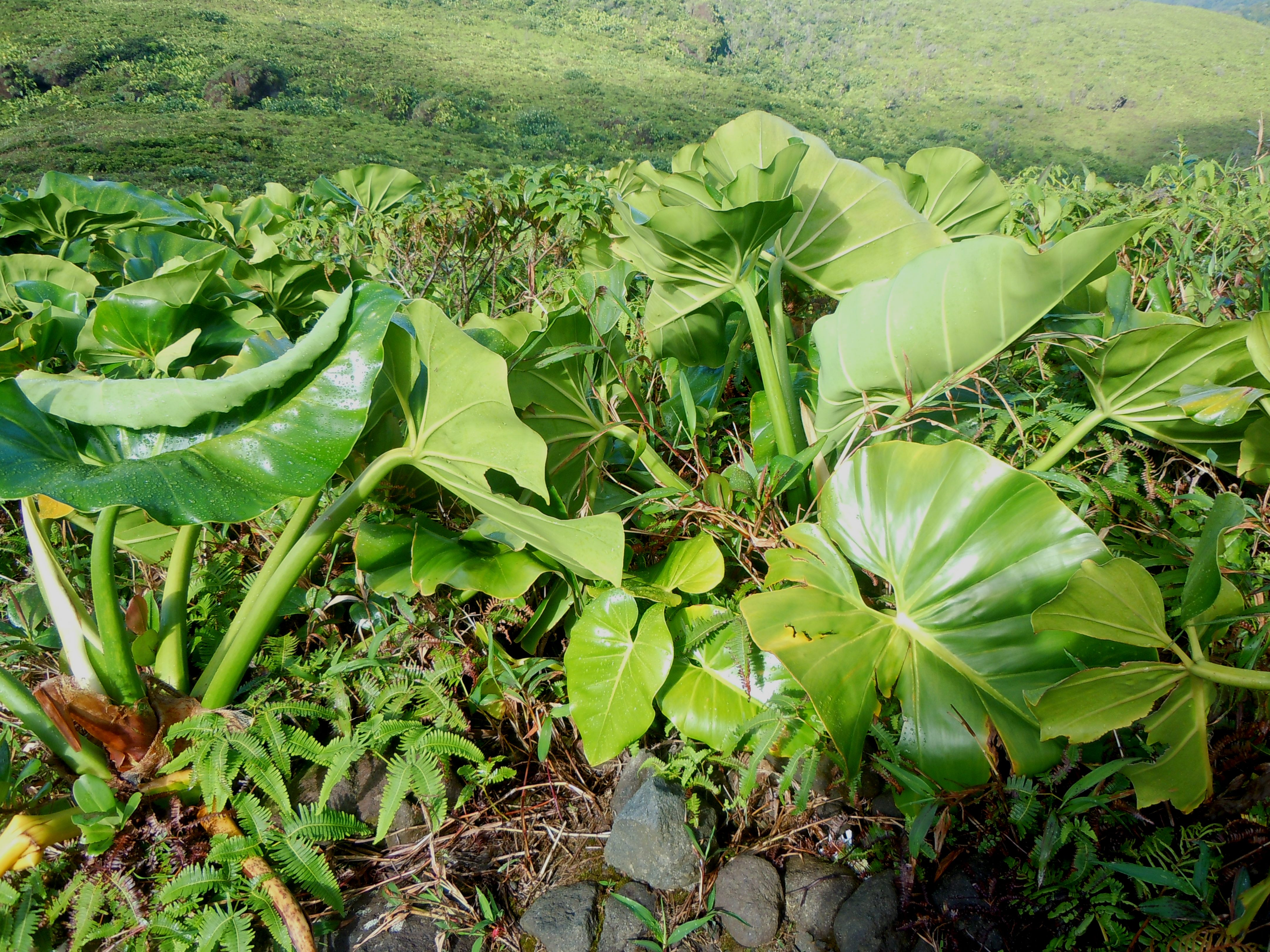
Dans la Savane à Mûlets (Guadeloupe)